# Censo de México de 1895
El censo de México de 1895, denominado oficialmente Censo General de la República Mexicana, fue el primer censo realizado en México a nivel nacional tras su independencia en septiembre de 1821. Se llevó a cabo el 20 de octubre de 1895 y dio como resultado una población de 12 491 573 habitantes.

## Realización
Este fue el primer censo en ser realizado en México tras su independencia en septiembre de 1821, más de un siglo después del anterior, realizado en 1790 por el virrey de Nueva España, Juan Vicente de Güemes. Desde la Constitución de 1824 se había establecido la obligación de realizar un censo para determinar el reparto de escaños para la conformación del Congreso de la Unión, sin embargo, las continuas guerras, conflictos civiles e inestabilidad de los gobiernos hicieron imposible llevar a cabo un censo nacional durante la mayor parte del siglo XIX. En su lugar sólo se pudieron realizar censos aislados en algunos estados, así como conteos, estimaciones y cálculos para tener una idea aproximada de la población del país. En mayo de 1882 se establece la Dirección General de Estadística, entre cuyas funciones está el organizar el primer censo nacional del país.
Para recolectar los datos del censo se recurrió a los empleados públicos «más ilustrados, tomando en cuenta su posición social y su condición de respetabilidad». En las zonas rurales se reclutó a comerciantes y en los pueblos indígenas se le dio el trabajo a los maestros. El censo recolectó la siguiente información por persona:
- Sexo
- Edad
- Lugar de nacimiento
- Estado civil
- Ocupación principal
- Religión
- Idioma
- Escolaridad (alfabetismo)
- Nacionalidad

En el censo la información se recolectó en tres tipos de boletas. Blancas para las personas presentes, que debían rellenar el formulario por sí mismos, amarillas para las personas ausentes al momento de recolectar los datos y rojas para las personas que estaban de paso, fuera de su lugar habitual de residencia. Los principales resultados del censo fueron una población de 12 491 573 habitantes, de los cuales el 40% eran menores de 15 años. Una tasa de analfabetismo del 80%. Además, aproximadamente el 70% de los trabajadores se dedicaban a labores agrícolas y solo el 1% eran profesionistas. El procesamiento de los datos se hizo de forma manual y se prescindió de realizar cruces de información. Los resultados del censo fueron publicados en 1899.

## Resultados
| Posición | Estado                        | Población  |
| -------- | ----------------------------- | ---------- |
| 1        | Jalisco                       | 1 094 569  |
| 2        | Guanajuato                    | 1 047 817  |
| 3        | Puebla                        | 973 876    |
| 4        | Michoacán                     | 887 008    |
| 5        | Oaxaca                        | 872 902    |
| 6        | Veracruz                      | 853 892    |
| 7        | México                        | 837 981    |
| 8        | San Luis Potosí               | 562 195    |
| 9        | Hidalgo                       | 551 817    |
| 10       | Distrito Federal              | 468 705    |
| 11       | Zacatecas                     | 447 265    |
| 12       | Guerrero                      | 417 886    |
| 13       | Chiapas                       | 318 730    |
| 14       | Nuevo León                    | 307 856    |
| 15       | Yucatán                       | 297 088    |
| 16       | Durango                       | 292 549    |
| 17       | Chihuahua                     | 260 008    |
| 18       | Sinaloa                       | 256 858    |
| 19       | Coahuila                      | 237 815    |
| 20       | Querétaro                     | 224 848    |
| 21       | Tamaulipas                    | 203 245    |
| 22       | Sonora                        | 189 158    |
| 23       | Tlaxcala                      | 163 244    |
| 24       | Morelos                       | 156 786    |
| 25       | Territorio de Tepic           | 146 805    |
| 26       | Tabasco                       | 133 926    |
| 27       | Aguascalientes                | 102 378    |
| 28       | Campeche                      | 87 264     |
| 29       | Colima                        | 55 264     |
| 30       | Territorio de Baja California | 41 838     |
| Total    | Total                         | 12 491 573 |

1. ↑  Incluye el territorio del actual estado de Quintana Roo.
2. ↑  Corresponde al actual estado de Nayarit.
3. ↑  Corresponde a los actuales estados de Baja California y Baja California Sur.

## Idiomas más hablados
| Idioma   | Hablantes  |
| -------- | ---------- |
| Español  | 10 573 874 |
| Náhuatl  | 649 853    |
| Maya     | 249 524    |
| Zapoteco | 231 124    |
| Otomí    | 189 745    |
| Mixteca  | 146 179    |
| Totonaca | 77 022     |
| Mazahua  | 59 597     |
| Inglés   | 13 132     |
| Francés  | 3 440      |
| Alemán   | 2 171      |
| Italiano | 1 305      |